# Odprto prvenstvo Anglije 2005
Odprto prvenstvo Anglije 2005 je teniški turnir za Grand Slam, ki je med 20. junijem in 3. julijem 2005 potekal v Londonu.

## Moški posamično
Roger Federer :  Andy Roddick 6-2 7-6(2) 6-4

## Ženske posamično
Venus Williams :  Lindsay Davenport 4-6, 7-6(4) 9-7 

## Moške dvojice
Stephen Huss /  Wesley Moodie :  Bob Bryan /  Mike Bryan 7-6(7-4) 6-3 6-7(2-7) 6-3

## Ženske  dvojice
Cara Black /  Liezel Huber :  Svetlana Kuznecova /  Amélie Mauresmo 6-2 6-1

## Mešane dvojice
Mary Pierce /  Mahesh Bhupathi :  Tatiana Perebiynis /  Paul Hanley 6-4 6-2